# Ubartum
Ubartum (weibliche Form des akkadischen Names Ubarum – Ausländer) war eine mesopotamische Ärztin, die in der Ur-III-Zeit (spätes drittes Jahrtausend v. Chr.) lebte und von etwa 50 Keilschrifttexten bekannt ist, die einen Zeitraum von 16 Jahren abdecken. In elf Texten wird sie explizit als Ärztin bezeichnet. Ubartum stammte aus einer einflussreichen Familie aus Garšana. Ihre beiden Brüder waren ebenfalls Ärzte. Einer von ihnen, Schu-Kabta, war Statthalter in Garšana und mit einer Tochter des Königs Šulgi verheiratet. Alexandra Kleinerman vermutet, dass sie als Gynäkologin arbeitete.
Ubartum ist vor allem aus Wirtschaftstexten bekannt, die wiederholt Geschenke an sie auflisten. Weiteres ist zu ihrem Leben nicht bekannt, doch hat sie ihre Position offensichtlich durch ihre eigene Arbeit und nicht durch die Position eines Gatten erhalten.